# Saltugilia latimeri
Saltugilia latimeri är en blågullsväxtart som beskrevs av T.L.Weese och L.A.Johnson. Saltugilia latimeri ingår i släktet Saltugilia och familjen blågullsväxter. Inga underarter finns listade i Catalogue of Life.